# Kechi
Kechi és una població dels Estats Units a l'estat de Kansas. Segons el cens del 2000 tenia 1.038 habitants.

## Demografia
Segons el cens del 2000, Kechi tenia 1.038 habitants, 354 habitatges, i 301 famílies. La densitat de població era de 303,6 habitants/km².
Dels 354 habitatges en un 45,8% hi vivien nens de menys de 18 anys, en un 77,4% hi vivien parelles casades, en un 5,4% dones solteres, i en un 14,7% no eren unitats familiars. En el 12,1% dels habitatges hi vivien persones soles el 2,3% de les quals corresponia a persones de 65 anys o més que vivien soles. El nombre mitjà de persones vivint en cada habitatge era de 2,93 i el nombre mitjà de persones que vivien en cada família era de 3,19.
Per edats la població es repartia de la següent manera: un 31,1% tenia menys de 18 anys, un 6,3% entre 18 i 24, un 35,8% entre 25 i 44, un 22,2% de 45 a 60 i un 4,6% 65 anys o més.
L'edat mediana era de 33 anys. Per cada 100 dones de 18 o més anys hi havia 98,1 homes.
La renda mediana per habitatge era de 61.333 $ i la renda mediana per família de 62.212 $. Els homes tenien una renda mediana de 43.393 $ mentre que les dones 28.077 $. La renda per capita de la població era de 22.444 $. Entorn del 2,5% de les famílies i el 2,5% de la població estaven per davall del llindar de pobresa.

## Poblacions més properes
El següent diagrama mostra les poblacions més properes.